# Shoreacres
Shoreacres é uma cidade localizada no estado norte-americano do Texas, no Condado de Chambers e Condado de Harris.

## Demografia
Segundo o censo norte-americano de 2000, a sua população era de 1488 habitantes.
Em 2006, foi estimada uma população de 1611, um aumento de 123 (8.3%).

## Geografia
De acordo com o United States Census Bureau tem uma área de 5,0 km², dos quais 2,3 km² cobertos por terra e 2,7 km² cobertos por água.

## Localidades na vizinhança
O diagrama seguinte representa as localidades num raio de 8 km ao redor de Shoreacres.